# Petra Vlhová
Petra Vlhová (Liptovský Mikuláš, 13 de junio de 1995) es una deportista eslovaca que compite en esquí alpino; campeona olímpica en Pekín 2022 y campeona mundial en 2019.

## Trayectoria
Participó en tres Juegos Olímpicos de Invierno, entre los años 2014 y 2022, obteniendo una medalla de oro en Pekín 2022, en el eslalon, y el quinto lugar en Pyeongchang 2018, en la prueba combinada.
Ganó seis medallas en el Campeonato Mundial de Esquí Alpino entre los años 2017 y 2021.
En la Copa del Mundo consiguió 31 victorias y 73 podios en total. Ganó la clasificación general de la Copa del Mundo en 2021.
Recibió en 2019 el premio Ala de Cristal (Krištáľové krídlo) en la categoría Deportes. En 2024 fue galardonada con la Orden de Ľudovít Štúr de clase I. Fue nombrada «Deportista del año» en su país en 2019, 2020, 2021 y 2022.

## Palmarés internacional
| Juegos Olímpicos   | Juegos Olímpicos           | Juegos Olímpicos  | Juegos Olímpicos |
| Año                | Lugar                      | Medalla           | Prueba           |
| ------------------ | -------------------------- | ----------------- | ---------------- |
| 2022               | Pekín (China)              | Medalla de oro    | Eslalon          |
| Campeonato Mundial |                            |                   |                  |
| Año                | Lugar                      | Medalla           | Prueba           |
| 2017               | Sankt Moritz (Suiza)       | Medalla de plata  | Equipo mixto     |
| 2019               | Åre (Suecia)               | Medalla de oro    | Eslalon gigante  |
| 2019               | Åre (Suecia)               | Medalla de plata  | Combinada        |
| 2019               | Åre (Suecia)               | Medalla de bronce | Eslalon          |
| 2021               | Cortina d'Ampezzo (Italia) | Medalla de plata  | Eslalon          |
| 2021               | Cortina d'Ampezzo (Italia) | Medalla de plata  | Combinada        |